# Oldrich Benda
Oldrich Benda (18. listopadu 1924 Kráľova Lehota – 11. července 1999 Bratislava) byl elektrotechnik, vysokoškolský pedagog, člen korespondent SAV a ČSAV, specialista ve fyzice feromagnetik.
Vysokoškolské studium na SVŠT v Bratislavě ukončil v roce 1947. Od skončení studií až do roku 1999 působil v oboru Teoretická elektrotechnika na Katedře teoretické a experimentální elektrotechniky Elektrotechnické fakulty, která byla v roce 1994 přejmenována na Fakultu elektrotechniky a informatiky Slovenské technické univerzity v Bratislavě. 1. prosince 1963 byl jmenován vysokoškolským profesorem. Během tohoto období prošel i různými akademickými funkcemi. Ve školních letech 1953–54 až 1955–56 byl proděkanem Elektrotechnické fakulty, děkanem byl pak v letech 1960–61 až 1961–62. V letech 1956–57 až 1957–58 byl prorektorem Slovenské vysoké školy technické.